# Granopatagus
Granopatagus is een geslacht van uitgestorven zee-egels uit de familie Spatangidae.

## Soorten
- Granopatagus lonchophorus (Meneghini, in Desor, 1858) † Eoceen, Italië.
- Granopatagus subinermis (Pomel, 1883) † Plioceen, Noord-Afrika.
- Granopatagus inermis Mortensen, 1913 Recent, Middellandse Zee.
- Granopatagus paucituberculatus (Agassiz & Clark, 1907) Recent, Hawaii.